# Курт ван Метерен
Курт ван Метерен (нім. Kurt van Meeteren; 13 березня 1908, Бремен — 4 березня 1999) — німецький офіцер-підводник, оберлейтенант-цур-зее резерву крігсмаріне (1 лютого 1944).

## Біографія
В жовтні 1939 року вступив на флот. З травня 1940 року — командир форпостенбота «Горніссе», з вересня 1942 року — корабля флотилії оборони порту Бергена. В березні-жовтні 1943 року пройшов курс підводника, в жовтні-грудні — курс командира підводного човна. З 22 січня по 2 липня 1944 року — командир підводного човна U-399. В липні переданий в розпорядження 32-ї флотилії. З 12 січня по 2 травня 1945 року — командир U-3021.